# Bruno González
Bruno González Cabrera (ur. 24 maja 1990 w Aronie) – hiszpański piłkarz występujący na pozycji obrońcy.